# Ourembaya
Ourembaya est un village malinké (mandingue) de la Guinée situé à 12 kilomètres au sud de Kankan, dans la préfecture de Kankan et la région de Kankan.

## Toponymie
Le village Ourembaya est aussi connu comme Ourambaya, Ouranbaya, Ourembaia et Ourimbaya.

## Histoire
Ourembaya est un village historique de la Guinée depuis des siècles. Des écrits historiques démontrent l'importance d'Ourembaya dans la région
Par ailleurs, il est connu par la légende d'Ourembaya Balla de Laminigbe Bayo (Guinée) et de Ramatta Diakité (Mali).

## Géographie
Ourembaya est situé à 380 mètres d'altitude, sur la rive droite du Milo, le principal fleuve qui traverse la Haute-Guinée et devient le fleuve Niger (ou Djoliba en mandingue), lorsqu'il pénètre au Mali.
Il est limité :
- au nord par Dabola (Kankan) à 9 min en voiture et à une distance de 5,6 km ;
- au nord-est par Sadia (Kankan) à 17 min en voiture et à une distance de 12,8 km ;
- au sud-est par Tintioulen (Kankan) à 30 min par la route nationale 1 sur une distance de 29,1 km, et par une voie locale en 39 min sur une distance de 30,1 km ;
- au sud par Ouleke-Kiniero à 6,7 km, par Sirimaya à 8,6 km et au sud-ouest par Borofian à 18,6 km, par Balandou à 3 min en voiture et à une distance de 2,2 km et au nord-ouest par Makono à une distance de 30,7 km en passant par la route nationale 6[7].

### Climat
Ourembaya possède un climat de savane de type Aw selon la classification de Köppen. La température moyenne annuelle est de 26,2 °C. Les précipitations, beaucoup plus importantes en été qu'elles ne le sont en hiver, sont en moyenne de 1 083,9 mm.

### Démographie
Les Ourembayakas, habitants d'Ourembaya parlent le malinké. En 2014, la population comptait 3 781 personnes

### Transports
Ourembaya est accessible :
- par transport aérien en passant par Kankan ;
- par transport routier ;
- par pirogue depuis Makono ;
- par train précédemment par le biais du chemin de fer de Conakry à Kankan.

## Économie
Ourembaya est un village essentiellement agricole. Ses habitants cultivent principalement du fonio, du manioc, de l'igname, de l'acajou, du beurre de karité, etc. La production maraîchère est un secteur en cours de modernisation.
L'élevage est également pratiqué.

Plantations à Ourembaya.
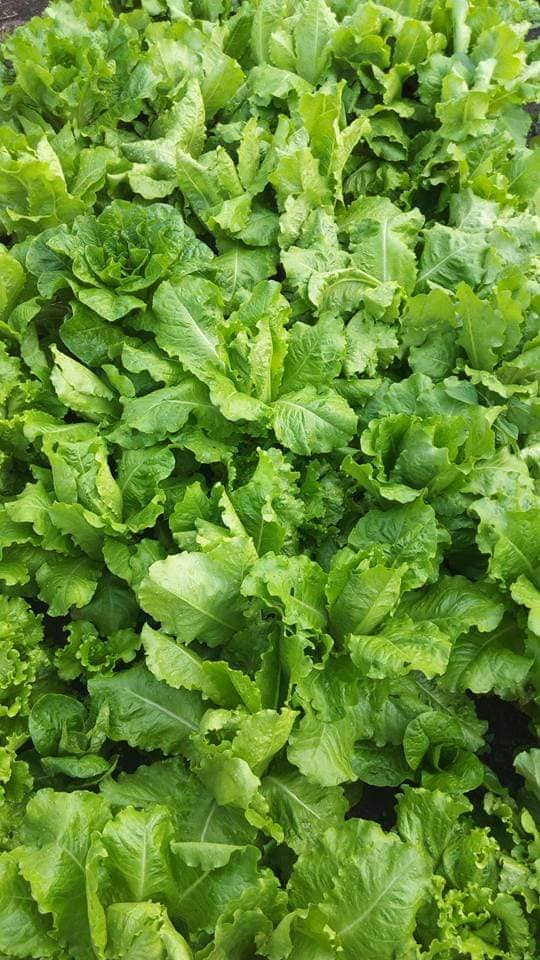
Ourembaya jardin, maraîchère
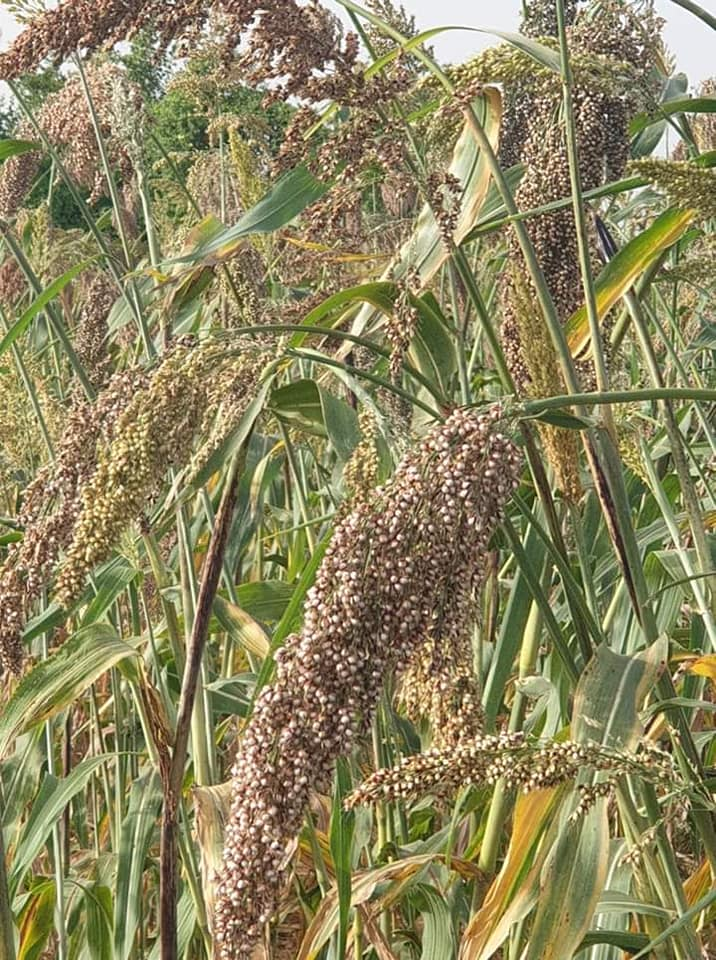
Ourembaya jardin, sorgho
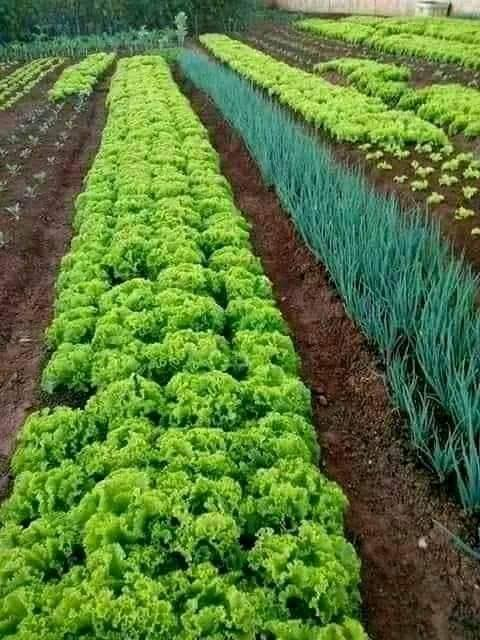
Ourembaya jardin, maraîchère
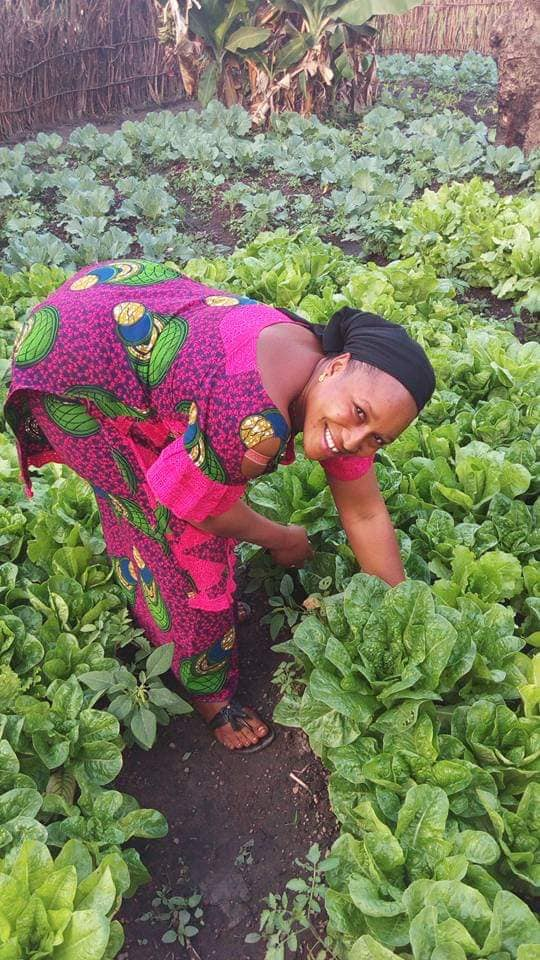
Ourembaya jardin, maraîchère

## U.D.O Union de la Diaspora de Ourembaya
En 2022, avec le soutien de la ville de Rennes, Bretagne France, en collaboration avec ONG Actes durables en Rep de Guinée, Conakry et du MIR (maison internationale des associations de Rennes). 
U.D.O, réalise un projet de reboisement de 2 550 arbres (Gmelina arborea)) dans la mare de Kouradalaba et dalamankan à Ourembaya.

Projet U.D.O 2022, Laminigbe Bayo, reforestation of the Kouradalaba pond.
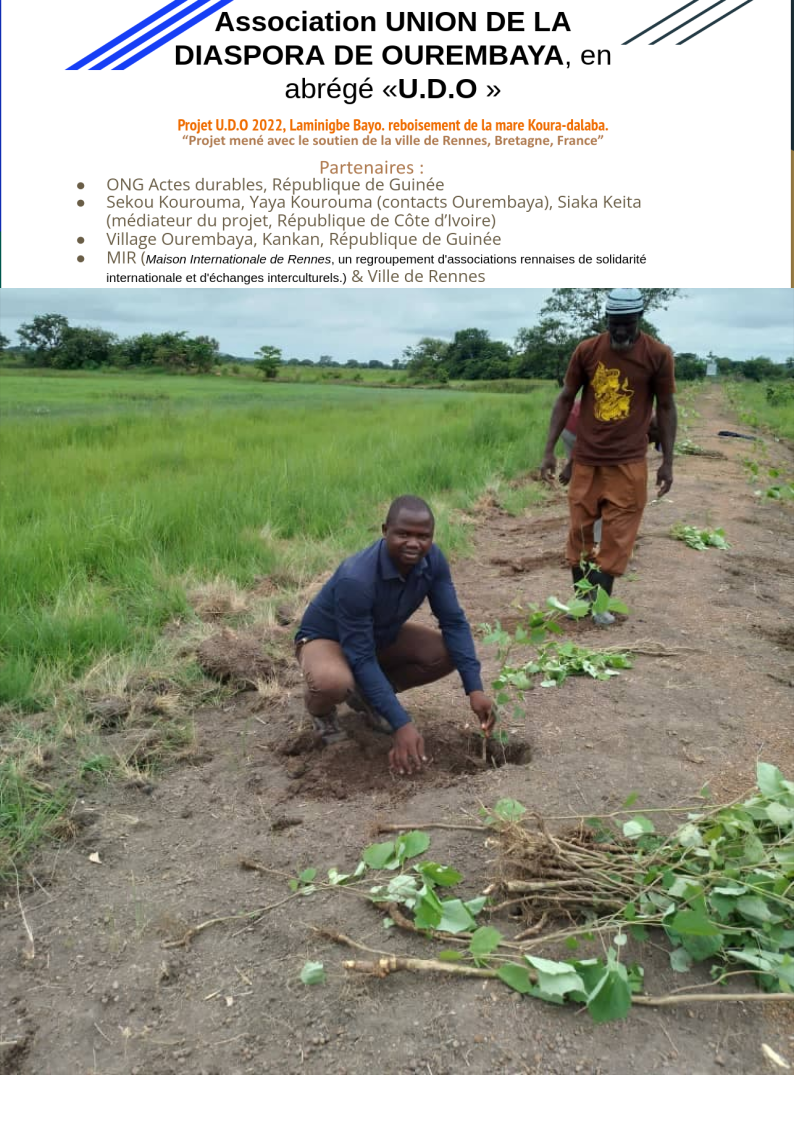
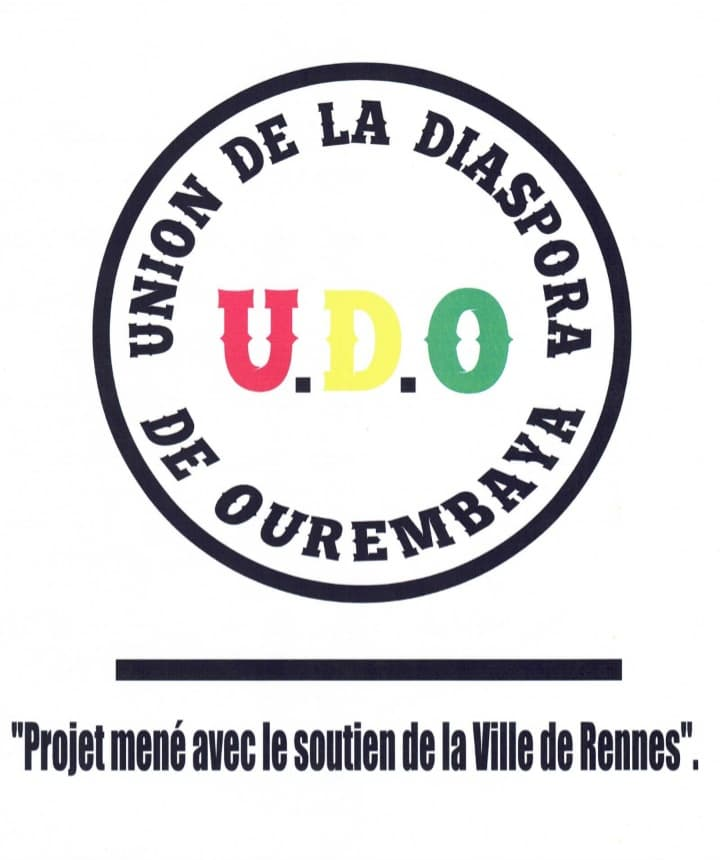

1 an du Projet U.D.O 2022, reboisement de la mare de Koura Dalaba
Projet Koura Dalaba à Ourembaya, Kankan, Guinée

En 2023, 2024, U.D.O Ourembaya a réalisé le projet d'éclairage publique de Ourembaya  avec le soutien de la ville de Rennes, Bretagne France, en collaboration avec ONG Actes durables en Rep de Guinée, Conakry et du MIR (maison internationale des associations de Rennes). 

Projet U.D.O 2023, 2024 éclairage public de Ourembaya, étape installation.
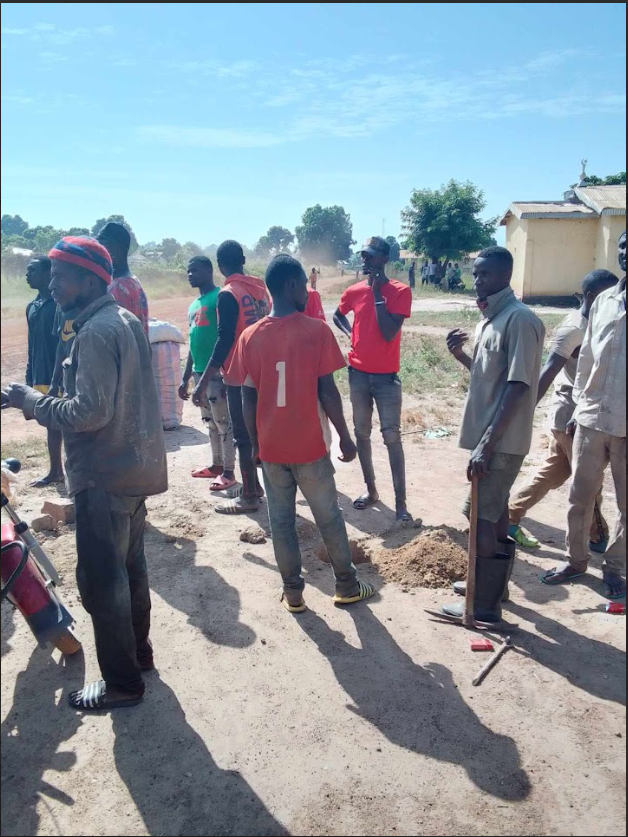
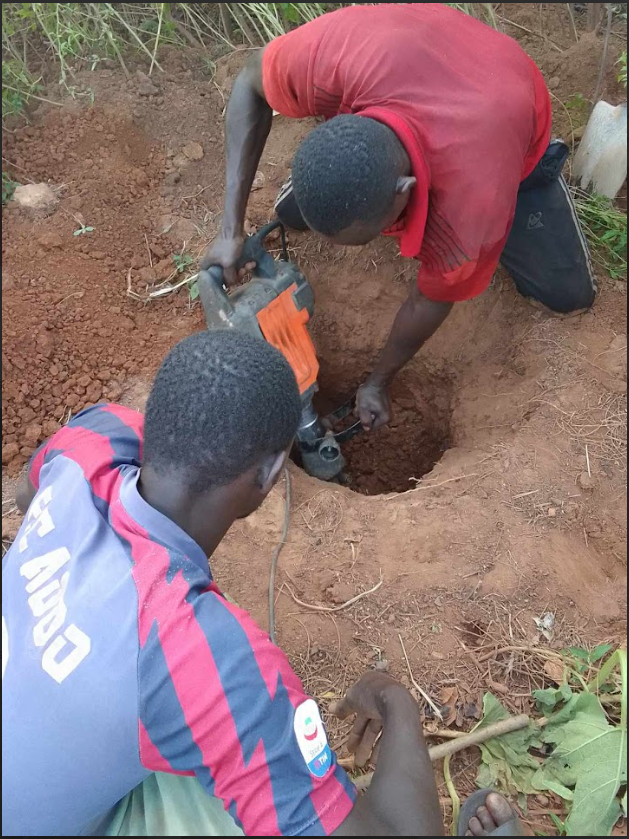
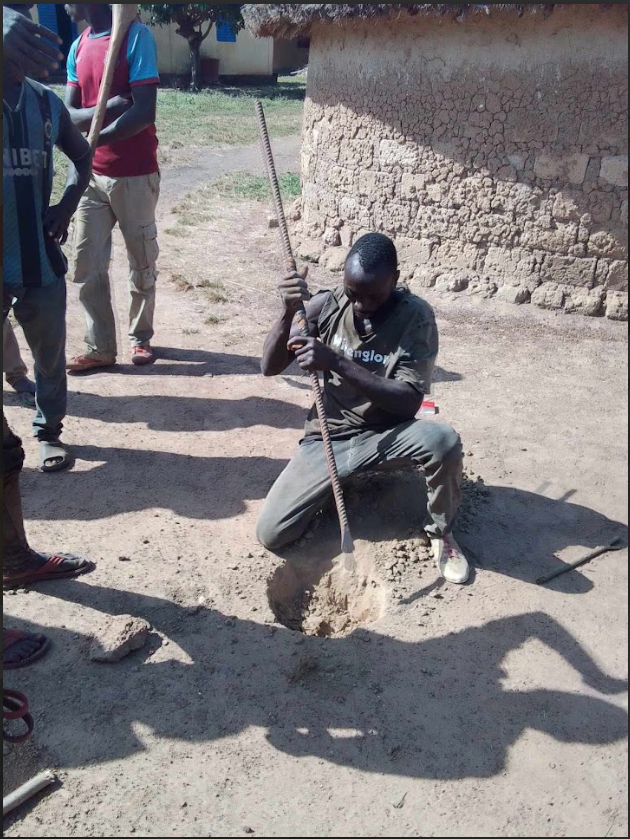
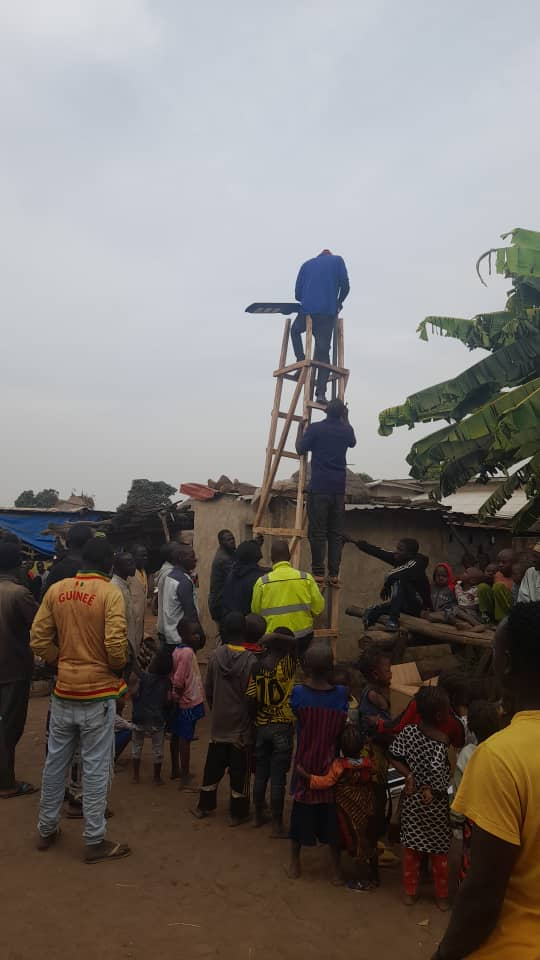
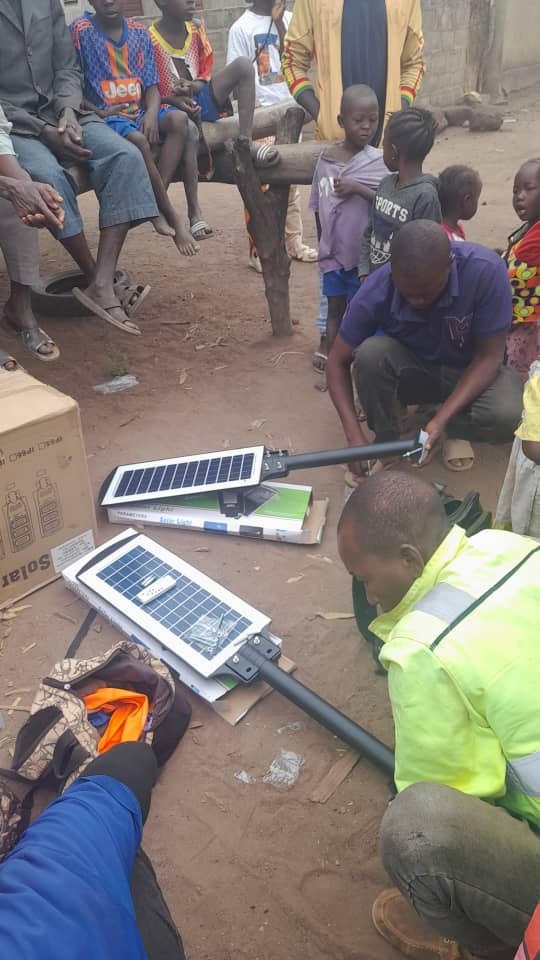
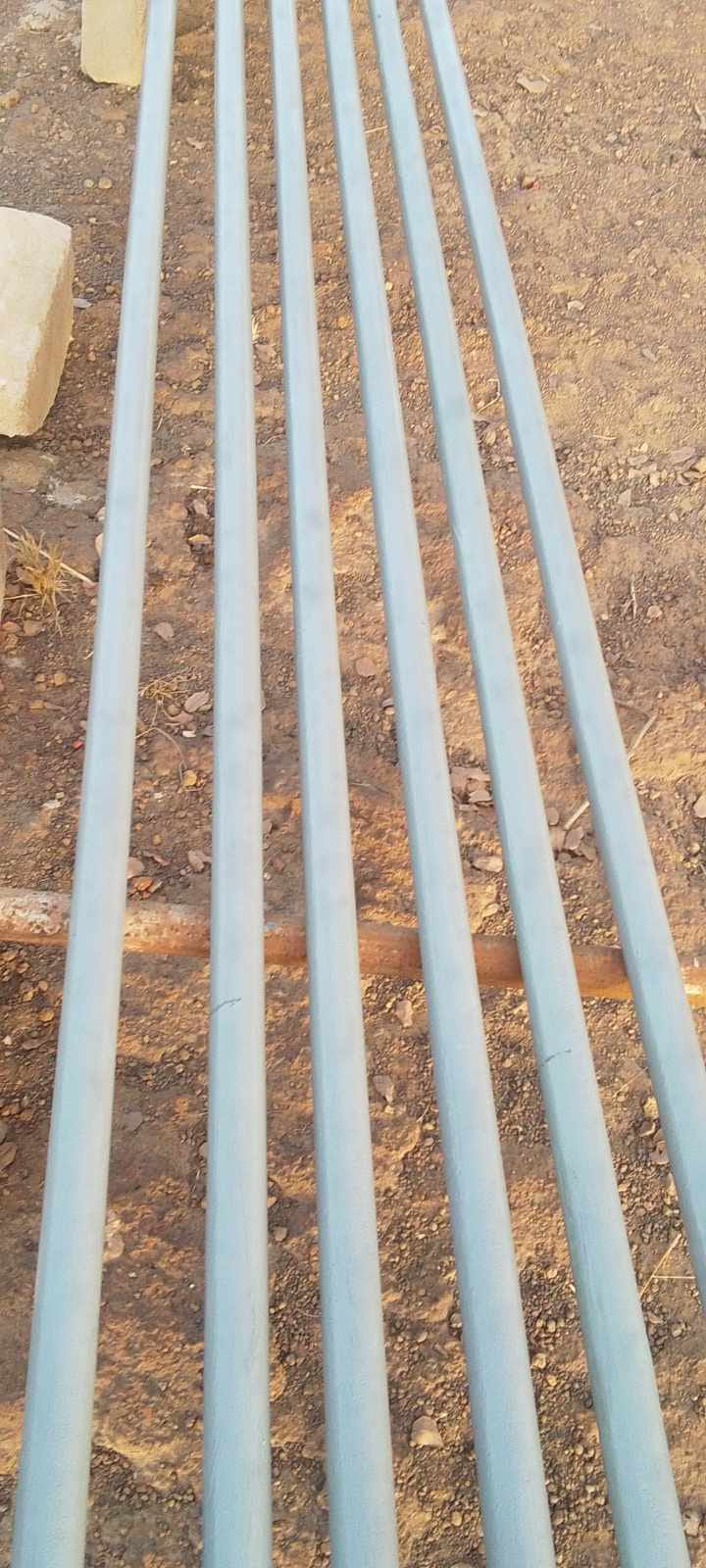
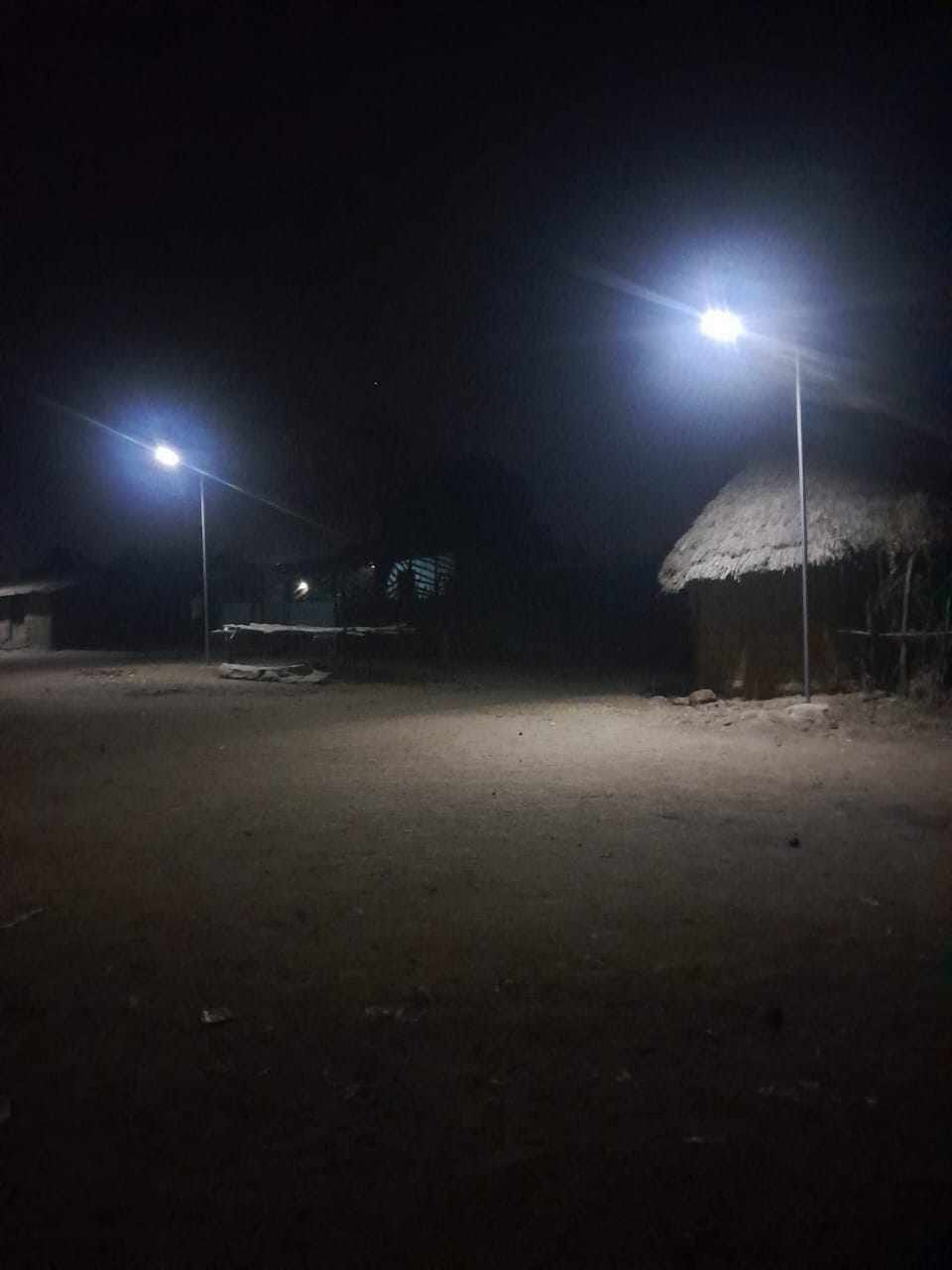
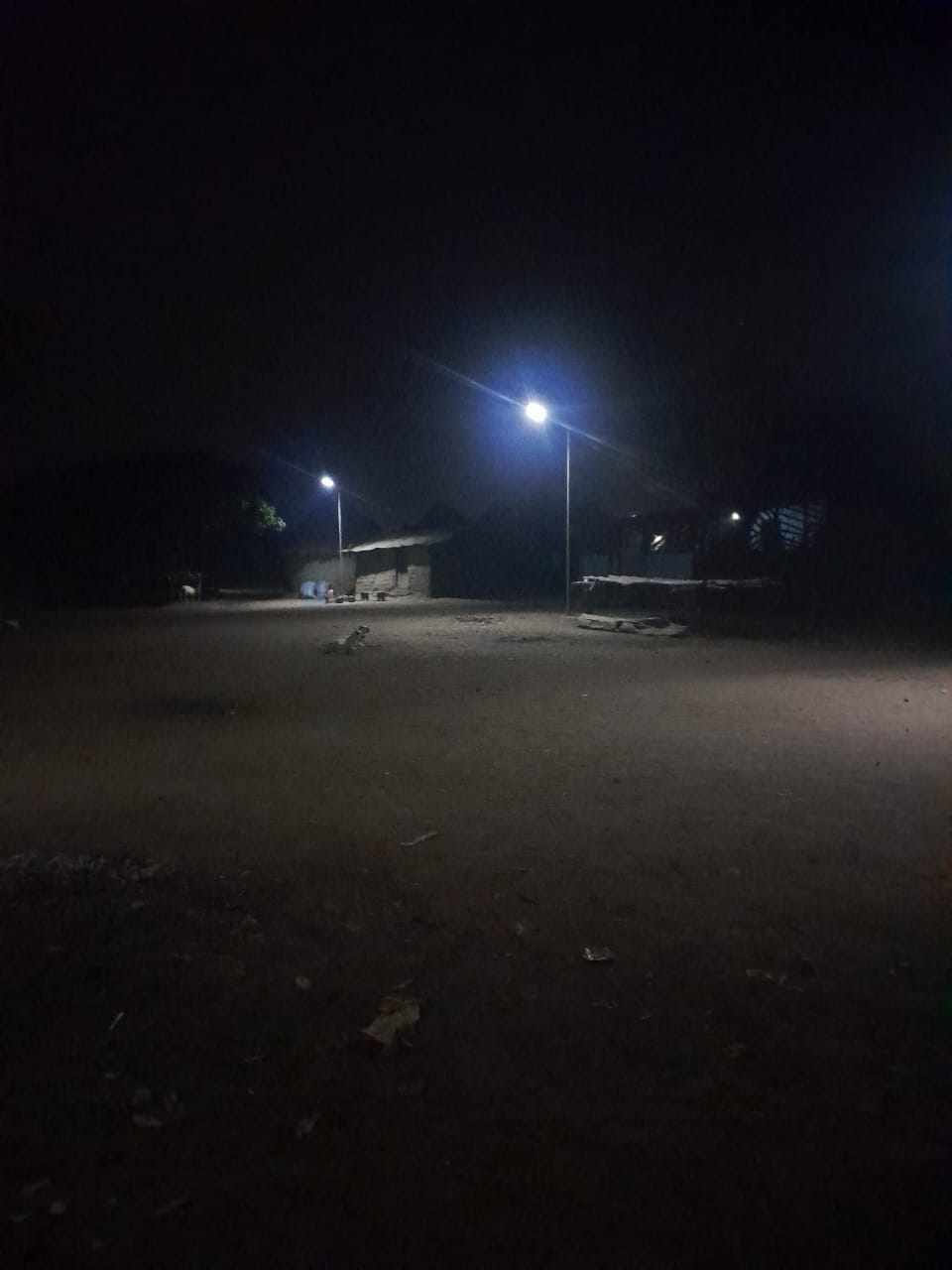
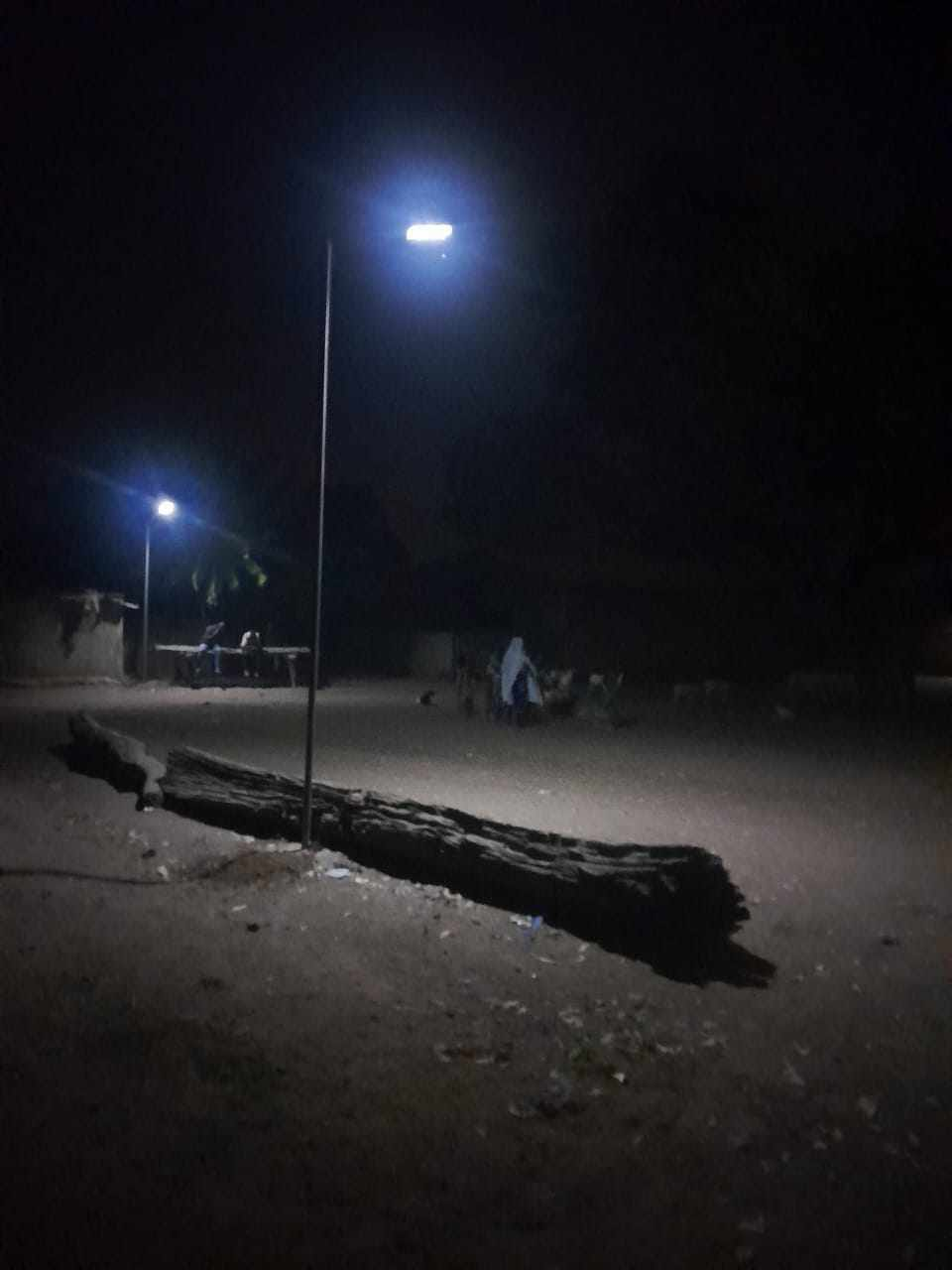
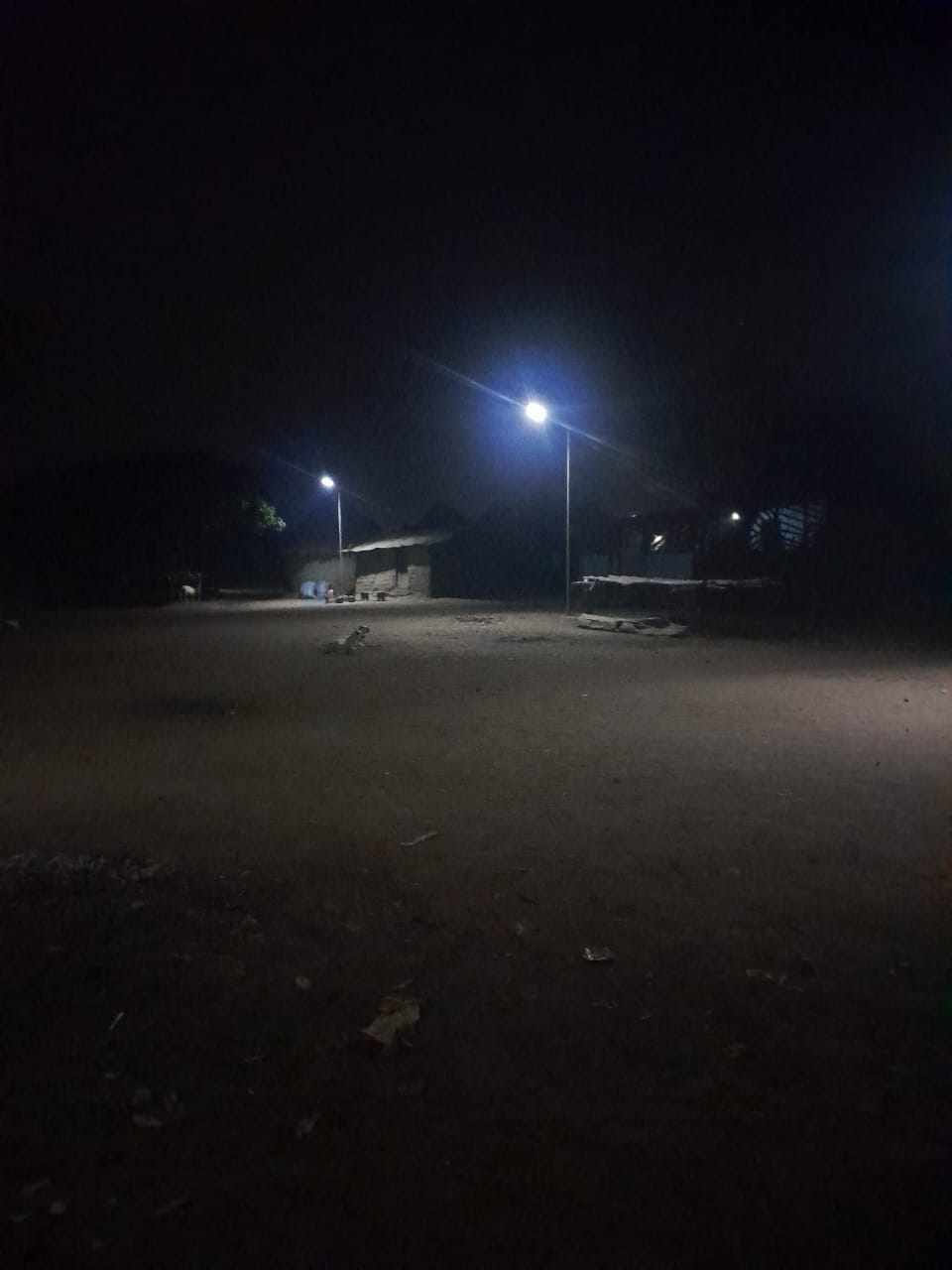
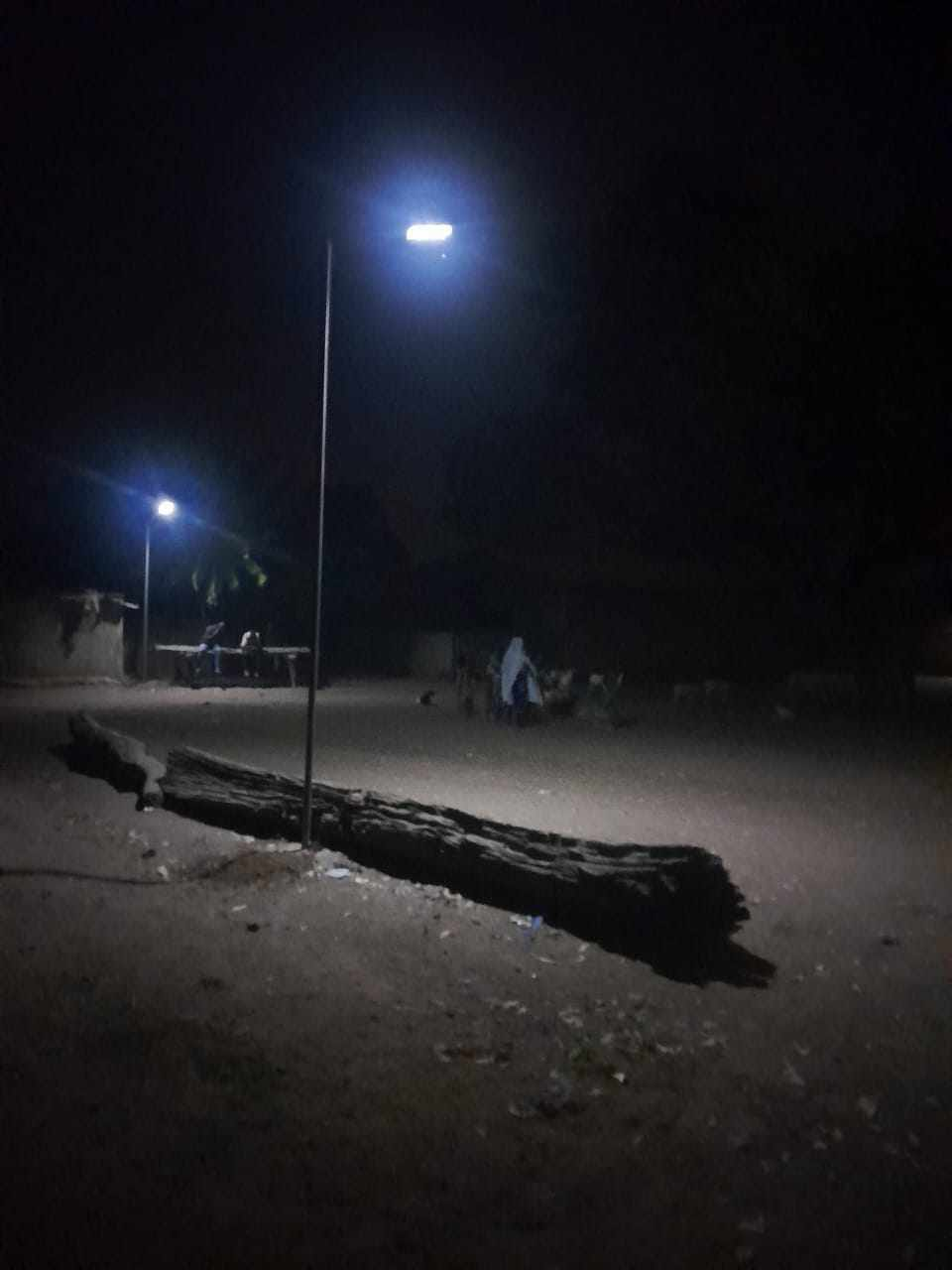
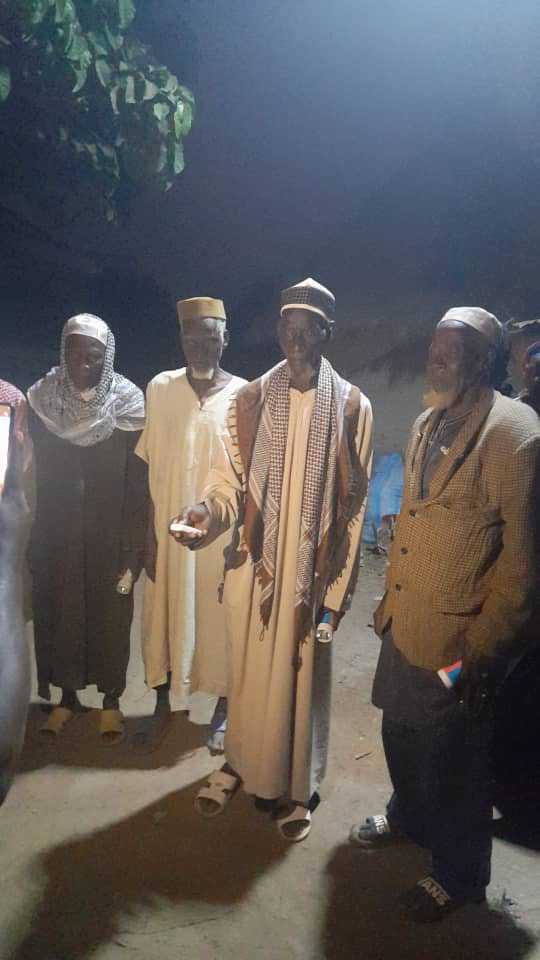
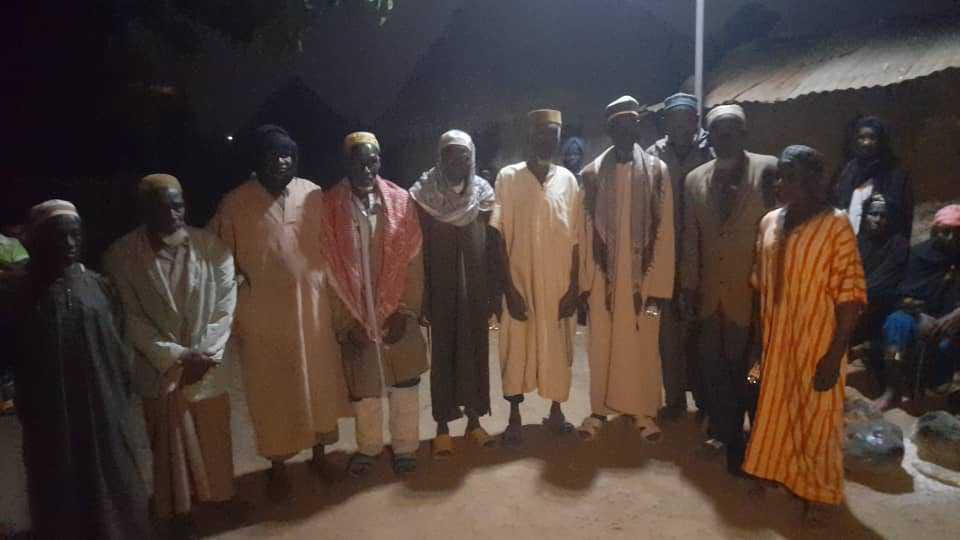

## Culture
Les Ourembayakas pratiquent le doundoumba (ou dundumba), aussi appelé « la danse des hommes forts ». 
La fête des mares est la période festive d'Ourembaya. En effet, comme dans plusieurs autres localités guinéennes, les mares sont considérées comme des lieux mystiques et culturels où les riverains pratiquent une seule fois par an la pêche traditionnelle, avant de procéder à une cérémonie invoquant les divinités de ces mares, dont ils espèrent les grâces.
Masque sacré des Malinkés, le Kondén apparaît à la fin des célébrations du Ramadan et tous les villageois l'entourent.

Masques Kondén.
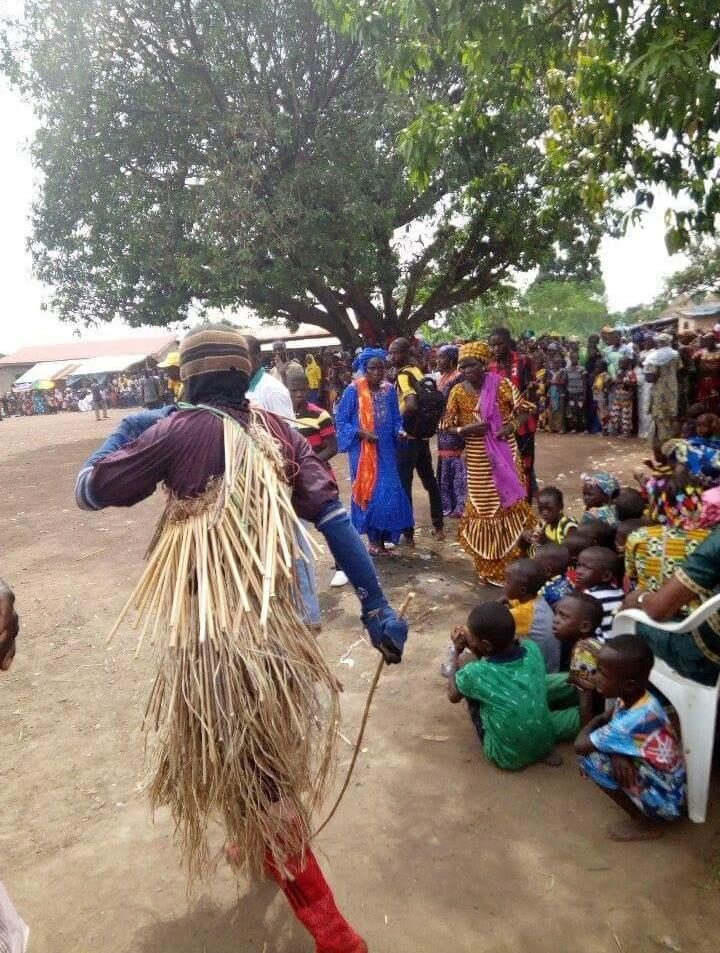
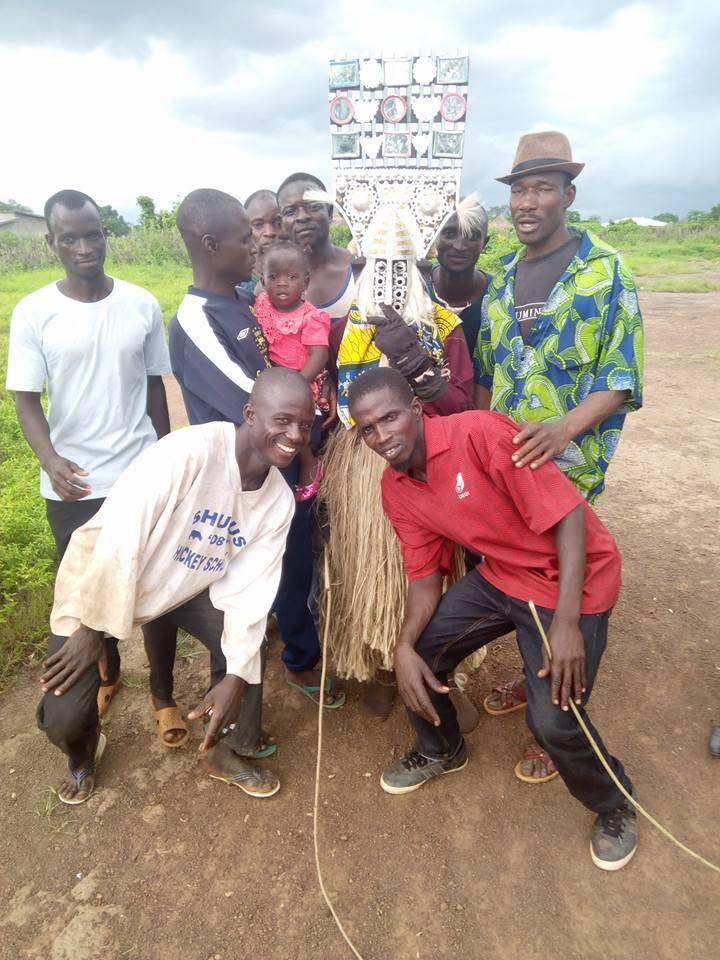
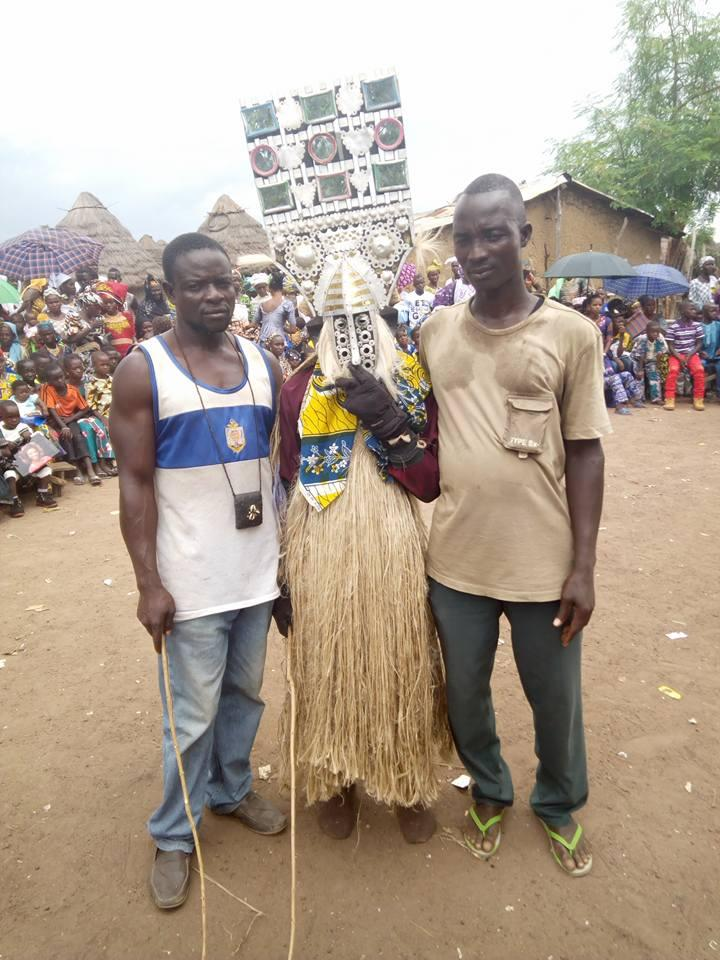
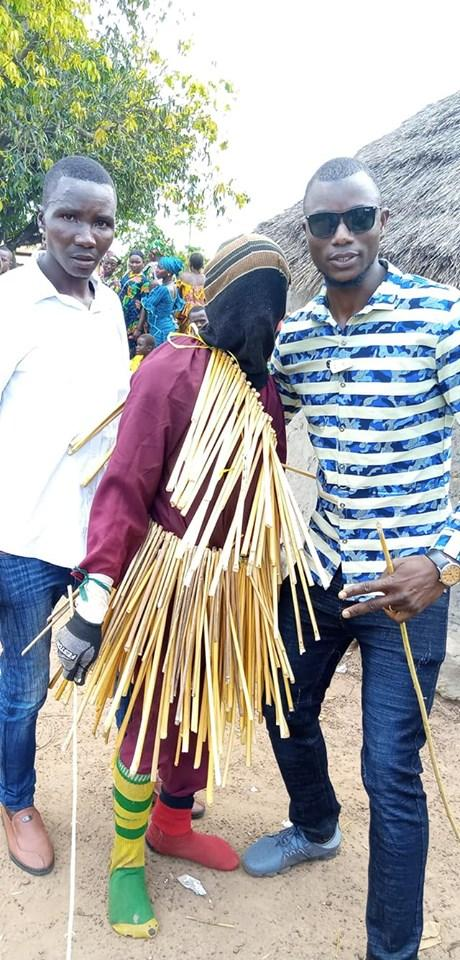
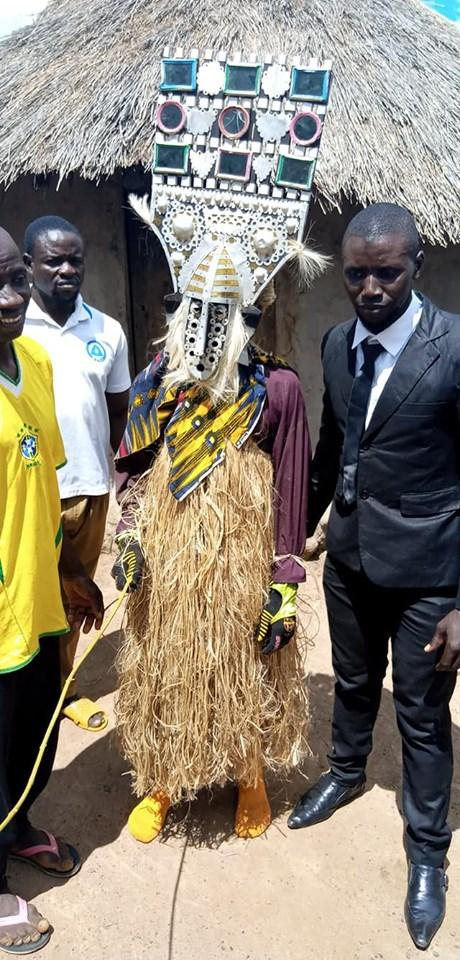
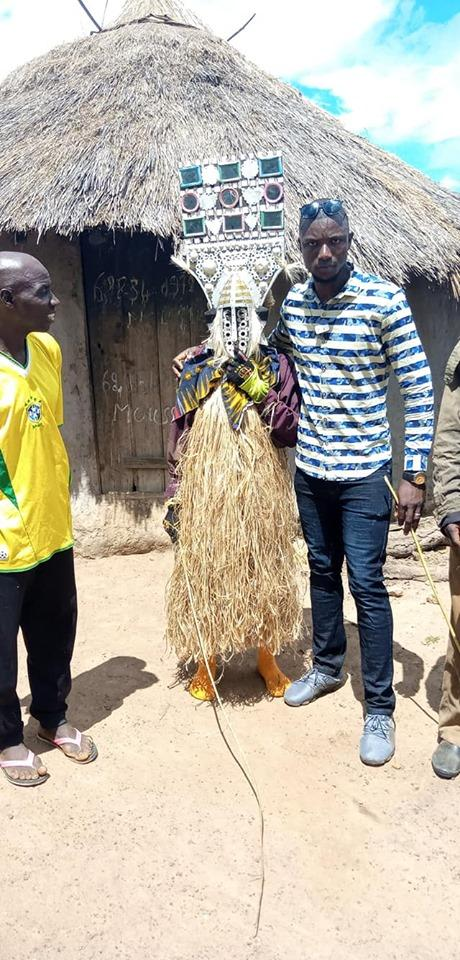

## Éducation
La première école primaire publique d'Ourembaya a été créée en 1959 et un nouveau collège moderne a été créé en 2017.

Infrastructures scolaires.
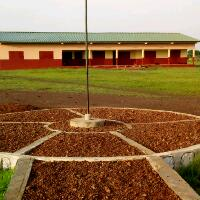
Collège d'Ourembaya

## Lieux de culte
Il y a trois mosquées dans le village.